# Steinun Rävsdotter
Steinun Rävsdotter (Steinunn Refsdóttir) var gydja och skaldkona på Island vid 900-talets slut. Hon är känd för att ha drivit mission med syfte att omvända kristna till asatron.
Steinuns föräldrar var enligt Landnámabók Räv den store (Refr hinn mikill) och Finna Skaptesdotter (Skaptadóttir). På såväl fädernet som mödernet härstammade hon från framstående godar och gydjor, och hon var maka till den mäktige Torsgoden Gest (Gestr) på Hovgardar i sydlandet. En av hennes söner var Hovgårda-Räv (Hofgarða-Refr), som är rikligt företrädd med alster i Skáldskaparmál.
År 998, då de kristna missionärerna Tangbrand (Þangbrandr) och Gudleif (Guðleifr) drog omkring på västlandet för att omvända hedningar, inträffade en svår storm som slog deras skepp i spillror. Steinun for då ut i triumf för att missionera bland missionärerna. Om detta berättar Njála:
| ” | Hon förkunnade heden tro för Tangbrand och talade länge. Medan hon talade teg Tangbrand, men då hon slutat talade han själv en lång stund och visade att allt det hon sagt var villfarelse. "Har du hört", sade hon, "om när Tor utmanade Krist till holmgång, men han vågade inte kämpa med Tor?" "Jag har hört", svarade Tangbrand, "att Tor vore ingenting annat än mull och aska, om inte Gud velat att han finge leva." "Vet du", frågade hon, "vem det är som brutit sönder ditt skepp?" "Vem tror du att det är", frågade han. "Det skall jag säga dig", svarade hon och kvad följande strofer: Jättarnas baneman bröt fromme broderns skepp, höge asar drevo havhästen upp på land. Illa, tycks mig, höll vite Krist sin hand över ditt skepp som bräcktes i storm och bränning. Tor var det, som drev vilse Tangbrands långa skepp, slog det i stycken och slungade det mot land. Aldrig skall det åter över havet fara, sedan storm, som Han sände, brutit det sönder. | „ |

Ytterligare några namn på isländska skaldinnor från denna tid är kända, men ytterst litet finns kvar av vad de sagt. Det kan vara så att de framför allt var verksamma inom den hedniska kulten, och att deras verser därför inte kom att bevaras när sagorna skrevs ner. Då hade landet varit kristet i mer än 200 år.